# ويلا باوم
ويلا باوم (بالإنجليزية: Willa Baum)‏ هي مؤرخة أمريكية، ولدت في 4 أكتوبر 1926، وتوفيت في 18 مايو 2006.